# 炎多留
『炎多留』（ほたる）は、2000年12月から発売されているたるたるもにゃー製の、ゲイ向けゲームのシリーズ作品である。

## シリーズ来歴
2000年12月1日に第1作目となる『炎多留』を発売。「右手にマウス、左手に男根、淫乱野郎相手にヌキまくれ! ビデオにはないバーチャルセックスゲーム遂に登場!」とPRされていた。また、「バーチャル・プレイ・スタイル」という、プレイヤーが「攻め」か「受け」によってプレイヤーの好みに合わせて、同じイベントでも異なったストーリー・グラフィックを展開できるシステムをうりとした。
2002年10月24日にはシリーズ２作目『炎多留Ⅱ 魂(Soul) ～男子局アナマル秘衝撃スクープ～』を発売。発売元はT&M。原画は犬飼隷二。公式通販特典には『1-ichi-』があった。
こちらも前作同様に男同士の恋愛シミュレーション要素を含むアドベンチャーゲームである。ほとんどストーリー性のなかった前作とは打って変わってテレビ局を舞台にストーリーを重視した作りになっている。
2003年10月30日に『炎多留Ⅱ 魂』の18禁シーンを全て排除した移植作品がディースリー・パブリッシャーよりPlayStation 2版『シンプル2000シリーズVol.38 漢のためのバイブル THE友情アドベンチャー-炎多留・魂-』として発売された。移植版については該当項目を参照のこと。 
2005年9月にはシリーズ3作目『炎多留III 潮 -USHIO-』を発売。
2012年12月にシリーズ3作品をまとめた『炎多留-愛蔵版-』を発売。なお、初回生産版の特典は、『炎多留Ⅱ 魂』の公式通販特典の『1-ichi-』。